# Зентара, Марек
Марек Зентара (пол. Marek Ziętara; род. 23 июня 1970) — польский хоккеист и тренер.

## Биография
Марек Зентара родился в Новы-Тарге 23 июня 1970 года в семье хоккеиста Валенты Зентары. Выступал на позиции нападающего в командах «Подхале» и «Краковия». С «Подхале» завоевал серебряную в 1990-м, и бронзовую в 1989-м году медали чемпионата Польши. Всего в высшей лиге страны сыграл 123 матча, забросил 20 шайб. Выступал за сборную Польши на Универсиаде 1993 года. В 1995 году вынужден был закончить карьеру игрока из-за травмы плечевого сустава.
В 1995 году окончил Высшую академию физической культуры имени Бронислава Чеха в Кракове. Пять лет работал тренером в команде СМС Новы-Тарг, один год в команде СМС Гданьск. Шесть сезонов возглавлял молодёжную команду итальянского хоккейного клуба «Куртина». С ноября 2008 года в течение двух сезонов работал помощником тренера «Подхале».
С апреля 2010 по октябрь 2011 года был помощником главного тренера хоккейного клуба «Санок». С 5 октября 2011 по 30 марта 2012 года возглавлял команду. 21 мая 2012 года возглавил «Подхале» как главный тренер. 28 сентября 2016 года был дисквалифицирован польским союзом хоккея за драку с арбитром. Во время дисквалификации работал в клубе спортивным директором. 1 апреля 2017 года Марек Зентара выплатил штраф польскому хоккейному союзу в размере 1 000 злотых и был освобождён от дисквалификации. 1 мая вновь возглавил «Подхале».